# 藤本博志
藤本 博志（ふじもと ひろし、1974年2月3日 - ）は、日本の制御工学者、東京大学大学院新領域創成科学研究科教授。
東京都出身。

## 来歴
1996年 横浜国立大学工学部電子情報工学科卒業。1998年 横浜国立大学大学院工学研究科電子情報工学専攻博士課程前期（修士課程）修了。2001年 東京大学大学院工学系研究科電気工学専攻博士課程修了、博士（工学）。
1998年 日本学術振興会特別研究員。2001年 長岡技術科学大学工学部電気系助手。
2002年 パデュー大学工学部機械工学科客員研究員（文部科学省在外研究員）。
2004年 横浜国立大学大学院工学研究院講師。2005年 横浜国立大学大学院工学研究院助教授。2007年 横浜国立大学大学院工学研究院准教授。
2010年 東京大学大学院新領域創成科学研究科准教授
2021年 東京大学大学院新領域創成科学研究科教授。
2024年 IEEE Fellow。

## 受賞
- 1996年 電気学会産業応用部門全国大会優秀論文発表賞[1]
- 1997年 猪瀬学術奨励賞[1]
- 1999年 電気学会産業計測制御研究会 優秀論文発表賞[1]
- 2000年 International Power Electronics Conference, Student Encouragement Award[1]
- 2001年 IEEE Int. Conf. Robotics and Automation, Vision Paper Award, Finalist[1]
- 2001年 計測自動制御学会学術奨励賞研究奨励賞[1]
- 2001年 IFAC World Congress, Poster Paper Award , Finalist[1]
- 2001年 Best Paper Award of IEEE Transaction on Industrial Electronics[1]
- 2003年 電気学会産業計測制御技術委員会優秀論文賞[1]
- 2010年 Isao Takahashi Power Electronics Award[2]
- 2010年 計測自動制御学会著述賞[2]
- 2013年 IEEE Transactions on Industrial Electronics 最優秀論文賞[2]
- 2016年 永守賞大賞[2]
- 2016年 IEEE Transactions on Power Electronics 最優秀論文賞[2]